# Atrichopogon stannusi
Atrichopogon stannusi är en tvåvingeart som beskrevs av Ingram och John William Scott Macfie 1924. Atrichopogon stannusi ingår i släktet Atrichopogon och familjen svidknott. Inga underarter finns listade i Catalogue of Life.